# Hôtel de Malibran
L'hôtel de Malibran est un hôtel particulier construit à partir du dernier quart du XVIe siècle, puis profondément remanié dans le second tiers du XVIIe et au XVIIIe siècle. Il se situe au 47, rue Denfert-Rochereau à Pézenas (Hérault). Il est classé au titre des monuments historiques en 1944.

## Historique
L'hôtel doit son nom à l'un de ses propriétaires, Malibran, négociant en vin et député après la Révolution.

## Description
L'édifice illustre l'importance particulière accordée à la lumière dans l'architecture privée à l'époque moderne, dont les grandes ouvertures sur rues et l'aménagement de l'escalier témoignent. L'édifice est également remarquable pour le travail de ferronnerie qui a été réalisé pour les garde-corps des fenêtres, aux second et troisième niveaux. À l’intérieur, l'escalier monumental occupant un tiers de la surface totale est situé au centre de la construction. Ses paliers prennent jour par trois fenêtres ouvertes sur des balcons à garde-corps de fer forgé.